# Rauvolfia
Rauvolfia (también, Rauwolfia) es un género de árboles y arbustos perennes pertenecientes a la familia Apocynaceae. Se encuentran en las regiones tropicales, especialmente en India, Pakistán, Birmania, Siam y Java.  Comprende 198 especies descritas y de estas, solo 74 aceptadas.

## Descripción
Son arbustos o árboles con látex lechoso. Hojas verticiladas, anisofilas. Inflorescencia terminal o axilar, cimosa o de apariencia más o menos umbelada, las flores pequeñas, blancas; corola urceolada; anteras libres; ovario apocárpico. Fruto una baya drupácea sincárpica con 1–2 semillas.

## Propiedades
Rauvolfia caffra es el árbol de la quinina de Sudáfrica. Rauvolfia serpentina, contiene diversos bioactivos químicos, como ajmalicina, deserpidina, rescinnamina, serpentinina, y yohimbina. Reserpina es un alcaloide separado de R. serpentina que es ampliamente usado contra la hipertensión. Tiene drásticos efectos psicológicos por lo que ha sido sustituido por drogas que bajan la tensión que no tiene efectos adversos.
Otras plantas de este género se usan medicinalmente, en medicina convencional de occidente o en  Ayurveda, Unani, y medicina local. Los alcaloides de este planta reducen la presión arterial, y baja la actividad del sistema nervioso central.
El contenido en alcaloides varía dependiendo de la especie. En todo caso, los usos medicinales, así como las advertencias y precauciones de uso son comunes y se corresponden con las indicadas para Rauwolfia serpentina.

## Taxonomía
El género fue descrito por Carlos Linneo, y se publicó en Species Plantarum 1: 208. 1753

### Etimología
Rauvolfia es un nombre genérico otorgado en honor del botánico alemán Leonhard Rauwolf.[cita requerida]

## Especies
1. Rauvolfia amsoniifolia A.DC.
2. Rauvolfia andina Markgr. - Peru
3. Rauvolfia anomala Rapini & I.Koch - Mato Grosso
4. Rauvolfia aphlebia (Standl.) A.H.Gentry - Costa Rica, Panama, Colombia
5. Rauvolfia bahiensis A.DC. - E Brasil
6. Rauvolfia balansae (Baill.) Boiteau - Nueva Caledonia
7. Rauvolfia biauriculata Müll.Arg. - Cuba, Haití, Antilles, Trinidad & Tobago
8. Rauvolfia caffra Sond., 1850 - África desde Togo a Tanzania,   Cape Province
9. Rauvolfia capixabae I.Koch & Kin.-Gouv - Bahia + Espírito Santo in Brazil
10. Rauvolfia capuronii Markgr. - Madagascar
11. Rauvolfia chaudocensis Pierre ex Pit. - S Vietnam
12. Rauvolfia cubana A.DC.  - Cuba; naturalized in Yunnan
13. Rauvolfia decurva Hook.f. - India
14. Rauvolfia dichotoma K.Schum. - São Tomé
15. Rauvolfia gracilis I.Koch & Kin.-Gouv. - Rondônia, Mato Grosso
16. Rauvolfia grandiflora Mart. ex A.DC. - E Brazil
17. Rauvolfia hookeri S.R.Sriniv. & Chithra - S India
18. Rauvolfia indosinensis Pichon - Cambodia, S Vietnam
19. Rauvolfia insularis Markgr. - Palau
20. Rauvolfia × ivanovii Granda & V.R.Fuentes - Cuba   (R. ligustrina × R. viridis)
21. Rauvolfia javanica Koord. & Valeton - Java, Sumatra, Lesser Sunda Islands
22. Rauvolfia kamarora Hendrian - Sulawesi
23. Rauvolfia leptophylla A.S.Rao - Colombia, Venezuela
24. Rauvolfia letouzeyi Leeuwenb. - Gabon,   Congo
25. Rauvolfia ligustrina Willd. ex Roem. & Schult. - from Mexico + Cuba  Paraguay + NE Argentina
26. Rauvolfia linearifolia Britton & P.Wilson - E Cuba
27. Rauvolfia littoralis Rusby - Costa Rica, Panama, Colombia, Ecuador
28. Rauvolfia macrantha K.Schum. ex Markgr. - Panama, Colombia, Ecuador, N Brazil, Peru
29. Rauvolfia mannii Stapf, 1894 - tropical Africa
30. Rauvolfia mattfeldiana Markgr. - Brasil
31. Rauvolfia maxima Markgr. - Venezuela
32. Rauvolfia media Pichon, 1947 - Comoros, Madagascar
33. Rauvolfia micrantha Hook.f., 1882 - SW India, S Tailandia, Vietnam
34. Rauvolfia microcarpa Hook.f. - Myanmar
35. Rauvolfia moluccana Markgr. - Maluku, New Guinea, Bismarck Archipelago
36. Rauvolfia mombasiana Stapf - Kenia, Tanzania, Mozambique
37. Rauvolfia moricandii A.DC. - E Brazil
38. Rauvolfia nana E.A.Bruce - E Angola, Zambia, S Zaïre
39. Rauvolfia nitida Jacq. - West Indies, Panama, S Mexico
40. †Rauvolfia nukuhivensis (Fosberg & Sachet) Lorence & Butaud  - French Polynesia but extinct
41. Rauvolfia obtusiflora A.DC. - Madagascar
42. Rauvolfia oligantha Hendrian - C Java
43. Rauvolfia pachyphylla Markgr. - Venezuela, Guyana
44. Rauvolfia paraensis Ducke - N Brazil, Peru, Surinam , French Guiana
45. Rauvolfia paucifolia A.DC. - E Brasil
46. Rauvolfia peguana Hook.f. - Myanmar
47. Rauvolfia pentaphylla Ducke - N Brasil, Peru
48. Rauvolfia polyphylla Benth. - S Venezuela, N Brasil
49. Rauvolfia praecox K.Schum. ex Markgr. - W Brasil, Peru, Bolivia
50. Rauvolfia pruinosifolia I.Koch & Kin.-Gouv. - Minas Gerais
51. Rauvolfia purpurascens Standl. - Costa Rica, Panama, Colombia, Ecuador
52. Rauvolfia rhonhofiae Markgr. - Ecuador
53. Rauvolfia rivularis Merr. - Myanmar
54. Rauvolfia rostrata Markgr. - Maluku, Nueva Guinea, Bismarck Archipelago
55. Rauvolfia sachetiae Fosberg, 1981 - Marquesas
56. Rauvolfia salicifolia Griseb. - Cuba
57. Rauvolfia sanctorum Woodson - Colombia, Peru
58. Rauvolfia sandwicensis A.DC., 1844 - Hawaiian Islands (Hawaiʻi)[4]
59. Rauvolfia schuelii Speg. - Bolivia, NW Argentina
60. Rauvolfia sellowii Müll.Arg. - Brazil, Paraguay, Misiones en Argentina
61. Rauvolfia semperflorens (Müll.Arg.) Schltr. - Nueva Caledonia
62. Rauvolfia serpentina (L.) Benth. ex Kurz, 1877 - Indian Subcontinent, China,  Asia
63. Rauvolfia sevenetii Boiteau - New Caledonia
64. Rauvolfia spathulata Boiteau - New Caledonia
65. Rauvolfia sprucei Müll.Arg.  - S Venezuela, Peru, N Brazil
66. Rauvolfia steyermarkii Woodson - Táchira in Venezuela
67. Rauvolfia sumatrana Jack, 1820 - Guangdong, Tailandia, Myanmar, Andaman & Nicobar Islands, Malaysia, Indonesia, Philippines
68. Rauvolfia tetraphylla L., 1753 -   Mexico y West Indies a Perú;
69. Rauvolfia tiaolushanensis Tsiang - Hainan in S China
70. Rauvolfia verticillata (Lour.) Baill., 1895 - China, Indian Subcontinent, Indochina, Malaysia, Indonesia, Philippines
71. Rauvolfia vietnamensis Lý - Vietnam
72. Rauvolfia viridis Willd. ex Roem. & Schult. - West Indies, Costa Rica, Colombia, Venezuela
73. Rauvolfia volkensii (K.Schum.) Stapf - Tanzania
74. Rauvolfia vomitoria Afzel., 1817 - tropical Africa from Senegal east to Sudan + Tanzania, south to Angola; naturalized in China, Bangladesh, Puerto Rico
75. Rauvolfia weddeliana Müll.Arg. - Brazil, Paraguay
76. Rauvolfia woodsoniana Standl. - Costa Rica